# Copa do Nordeste 2022
Die Copa do Nordeste 2022 war die 19. Austragung der Copa do Nordeste, eines regionalen Fußballpokalwettbewerbs in Brasilien, der vom nationalen Fußballverband CBF in Zusammenarbeit mit den Verbänden der teilnehmenden Bundesstaaten organisiert wurde. Es startete am 12. Oktober 2021 mit der Qualifikationsrunde und endete mit dem Finalrückspiel am 3. April 2022. Der Turniersieger sicherte sich einen Startplatz in der dritten Runde des Copa do Brasil 2023.

## Modus
Das Turnier begann mit einer Qualifikationsrunde. Diese spielten in ausgelosten Begegnungen mit Hin- und Rückspiel die vier Klubs aus, welche in die Gruppenphase einziehen sollten. Für die Qualifikationsrunde waren 24 Klubs qualifiziert. Die 16 aus dem CBF-Ranking schlechtesten hiervon traten zunächst gegeneinander in Hin- und Rückspiel gegeneinander an.
Die Sieger der ersten Runde trafen danach auf die acht übrigen Klubs, ebenfalls in Hin- und Rückspiel. Die Gewinner trafen in einer dritten Runde der Qualifikation aufeinander. Die vier erfolgreichen Klubs zogen dann in die Gruppenphase ein.
In der Gruppenphasen trafen die 16 Teilnehmer in zwei Gruppen zu je acht Klubs aufeinander. In der Gruppe traten die Mannschaften einmal gegen jeden Klub aus der anderen Gruppe an. Die vier zogen in die zweite Runde ein. Diese wurde im Pokalmodus ab einem Viertelfinale ausgespielt. Viertel- und Halbfinale wurden in nur einem Spiel entschieden, das Finale mit Hin- und Rückspiel. Im Viertelfinale trafen erstmals die Klubs aus der jeweiligen Gruppe aufeinander. Der jeweilige Gruppenerste auf den Vierten und der Gruppenzweite auf den Dritten.

## Teilnehmer
Das Teilnehmerfeld bestand aus 36 Klubs. Diese kamen aus den Bundesstaaten Alagoas, Bahia, Ceará, Maranhão, Paraíba, Pernambuco, Piauí, Rio Grande do Norte und Sergipe.
Die Teilnehmer waren:
| Bundesstaat         | Klub                              | Qualifizierung     | Einstieg             |
| ------------------- | --------------------------------- | ------------------ | -------------------- |
| Alagoas             | AS Arapiraquense                  | CBF-Rangliste      | Qualifizierungsrunde |
| Alagoas             | CS Alagoano                       | Staatsmeister 2021 | Gruppenphase         |
| Alagoas             | Clube de Regatas Brasil           | CBF-Rangliste      | Qualifizierungsrunde |
| Bahia               | Alagoinhas AC                     | Staatsmeister 2021 | Gruppenphase         |
| Bahia               | EC Bahia                          | CBF-Rangliste      | Gruppenphase         |
| Bahia               | AD Bahia de Feira                 | CBF-Rangliste      | Qualifizierungsrunde |
| Bahia               | EC Jacuipense                     | CBF-Rangliste      | Qualifizierungsrunde |
| Bahia               | SD Juazeirense                    | CBF-Rangliste      | Qualifizierungsrunde |
| Bahia               | EC Vitória                        | CBF-Rangliste      | Qualifizierungsrunde |
| Ceará               | Atlético Cearense                 | CBF-Rangliste      | Qualifizierungsrunde |
| Ceará               | Ceará SC                          | CBF-Rangliste      | Gruppenphase         |
| Ceará               | Ferroviário AC (CE)               | CBF-Rangliste      | Qualifizierungsrunde |
| Ceará               | Floresta EC                       | CBF-Rangliste      | Qualifizierungsrunde |
| Ceará               | Fortaleza EC                      | Staatsmeister 2021 | Gruppenphase         |
| Maranhão            | Sociedade Imperatriz de Desportos | CBF-Rangliste      | Qualifizierungsrunde |
| Maranhão            | Moto Club de São Luís             | CBF-Rangliste      | Qualifizierungsrunde |
| Maranhão            | Sampaio Corrêa FC                 | Staatsmeister 2021 | Gruppenphase         |
| Paraíba             | Botafogo FC (PB)                  | CBF-Rangliste      | Qualifizierungsrunde |
| Paraíba             | Campinense Clube                  | Staatsmeister 2021 | Gruppenphase         |
| Paraíba             | Sousa EC                          | CBF-Rangliste      | Qualifizierungsrunde |
| Paraíba             | FC Treze                          | CBF-Rangliste      | Qualifizierungsrunde |
| Pernambuco          | Central SC                        | CBF-Rangliste      | Qualifizierungsrunde |
| Pernambuco          | Náutico Capibaribe                | Staatsmeister 2021 | Gruppenphase         |
| Pernambuco          | Retrô FC Brasil                   | CBF-Rangliste      | Qualifizierungsrunde |
| Pernambuco          | Santa Cruz FC                     | CBF-Rangliste      | Qualifizierungsrunde |
| Pernambuco          | Sport Recife                      | CBF-Rangliste      | Gruppenphase         |
| Piauí               | AA Altos                          | Staatsmeister 2021 | Gruppenphase         |
| Piauí               | Fluminense EC                     | CBF-Rangliste      | Qualifizierungsrunde |
| Piauí               | Ríver AC                          | CBF-Rangliste      | Qualifizierungsrunde |
| Rio Grande do Norte | ABC Natal                         | CBF-Rangliste      | Qualifizierungsrunde |
| Rio Grande do Norte | América FC (RN)                   | CBF-Rangliste      | Qualifizierungsrunde |
| Rio Grande do Norte | Globo FC                          | Staatsmeister 2021 | Gruppenphase         |
| Sergipe             | AD Confiança                      | CBF-Rangliste      | Qualifizierungsrunde |
| Sergipe             | AO Itabaiana                      | CBF-Rangliste      | Qualifizierungsrunde |
| Sergipe             | Lagarto FC                        | CBF-Rangliste      | Qualifizierungsrunde |
| Sergipe             | CS Sergipe                        | Staatsmeister 2020 | Gruppenphase         |

## Qualifizierungsrunde
Die Teilnehmer wurden entsprechend ihrer Position im CBF Ranking den einzelnen Lostöpfen zugeordnet. In Topf A und B kamen die Teilnehmer der ersten Runde, in C und D die der zweiten.
| Topf A                                 | Topf B                  | Topf C                       | Topf D                   |
| -------------------------------------- | ----------------------- | ---------------------------- | ------------------------ |
| Sociedade Imperatriz de Desportos (61) | Central SC (86)         | EC Vitória (23)              | Botafogo FC (PB) (49)    |
| FC Treze (65)                          | Floresta EC (91)        | Clube de Regatas Brasil (31) | ABC Natal (52)           |
| Moto Club de São Luís (67)             | AD Bahia de Feira (103) | Santa Cruz FC (41)           | Ferroviário AC (CE) (57) |
| EC Jacuipense (71)                     | Atlético Cearense (119) | AD Confiança (47)            | América FC (RN) (59.)    |
| AO Itabaiana (73)                      | Sousa EC (192)          |                              |                          |
| Ríver AC (77)                          | Lagarto FC (209)        |                              |                          |
| AS Arapiraquense (78)                  | Fluminense EC (–)       |                              |                          |
| SD Juazeirense (81)                    | Retrô FC Brasil (–)     |                              |                          |

### 1. Runde
| Datum  |                                   | Ergebnis              |                   |
| ------ | --------------------------------- | --------------------- | ----------------- |
| 12.10. | AO Itabaiana                      | 1:1 (0:1) (3:1 i. E.) | Botafogo FC (PB)  |
| 12.10. | FC Treze                          | 1:3 (1:2)             | Floresta EC       |
| 12.10. | SD Juazeirense                    | 1:0 (0:0)             | Central SC        |
| 13.10. | Moto Club de São Luís             | 3:2 (1:0)             | Retrô FC Brasil   |
| 13.10. | EC Jacuipense                     | 1:0 (0:0)             | Atlético Cearense |
| 14.10. | AS Arapiraquense                  | 1:2 (0:2)             | Sousa EC          |
| 16.10. | Ríver AC                          | 5:0 (2:0)             | Lagarto FC        |
| 16.10. | Sociedade Imperatriz de Desportos | 1:1 (0:0) (5:4 i. E.) | Fluminense EC     |

### 2. Runde
| Datum  |                         | Ergebnis              |                                   |
| ------ | ----------------------- | --------------------- | --------------------------------- |
| 19.10. | AD Confiança            | 0:0 (4:5 i. E.)       | Sousa EC                          |
| 19.10. | Santa Cruz FC           | 0:0 (2:4 i. E.)       | Floresta EC                       |
| 19.10. | Ferroviário AC (CE)     | 4:0 (2:0)             | SD Juazeirense                    |
| 19.10. | EC Vitória              | 3:0 (2:0)             | AO Itabaiana                      |
| 20.10. | ABC Natal               | 4:2 (2:2)             | EC Jacuipense                     |
| 20.10. | Botafogo FC (PB)        | 2:0 (1:0)             | Sociedade Imperatriz de Desportos |
| 21.10. | América FC (RN)         | 1:1 (0:0) (4:5 i. E.) | Moto Club de São Luís             |
| 21.10. | Clube de Regatas Brasil | 2:1 (2:1)             | Ríver AC                          |

### 3. Runde
| Datum         |                       | Gesamt          |                         | Hinspiel  | Rückspiel |
| ------------- | --------------------- | --------------- | ----------------------- | --------- | --------- |
| 26.10./2.11.  | Floresta EC           | 1:1 (4:3 i. E.) | Ferroviário AC (CE)     | 0:0       | 1:1 (0:0) |
| 26.10./18.11. | Botafogo FC (PB)      | 3:3 (5:6 i. E.) | EC Vitória              | 1:1 (0:1) | 2:2 (0:2) |
| 27.10./09.11. | Sousa EC              | 4:2             | ABC Natal               | 3:0 (2:0) | 1:2 (0:0) |
| 30.10./18.11. | Moto Club de São Luís | 2:3             | Clube de Regatas Brasil | 2:1 (1:1) | 0:2 (0:1) |

## Gruppenphase
Für die Zuordnung der Teilnehmer zu den Gruppen wurden vier Lostöpfe gebildet. Die Teilnehmer wurden in der Reihenfolge ihres Rankings beim CBF zugeordnet. Die Auslosung der Gruppenzuordnung fand am 6. Dezember 2021 statt.
| Topf A            | Topf B                       | Topf C                | Topf D              |
| ----------------- | ---------------------------- | --------------------- | ------------------- |
| EC Bahia (11)     | CS Alagoano (30)             | Botafogo FC (PB) (49) | Floresta EC (91)    |
| Ceará SC (14)     | Clube de Regatas Brasil (31) | Globo FC (62)         | CS Sergipe (102)    |
| Fortaleza EC (18) | Sampaio Corrêa FC (33)       | AA Altos (68)         | Alagoinhas AC (137) |
| Sport Recife (20) | Náutico Capibaribe (39)      | Campinense Clube (72) | Sousa EC (192)      |

### Gruppe A
| Pl. | Verein            | Sp. | S | U | N | Tore    | Diff. | Punkte |
| --- | ----------------- | --- | - | - | - | ------- | ----- | ------ |
| 1.  | Fortaleza EC      | 8   | 4 | 4 | 0 | 017:600 | +11   | 16     |
| 2.  | CS Alagoano       | 8   | 4 | 2 | 2 | 013:600 | +7    | 14     |
| 3.  | Sport Recife      | 8   | 4 | 2 | 2 | 010:600 | +4    | 14     |
| 4.  | Alagoinhas AC     | 8   | 3 | 2 | 3 | 006:800 | −2    | 11     |
| 5.  | Sampaio Corrêa FC | 8   | 2 | 1 | 5 | 008:110 | −3    | 07     |
| 6.  | Campinense Clube  | 8   | 1 | 3 | 4 | 008:120 | −4    | 06     |
| 7.  | Globo FC          | 8   | 1 | 2 | 5 | 004:210 | −17   | 05     |
| 8.  | CS Sergipe        | 8   | 0 | 1 | 7 | 003:160 | −13   | 01     |

### Gruppe B
| Pl. | Verein                  | Sp. | S | U | N | Tore    | Diff. | Punkte |
| --- | ----------------------- | --- | - | - | - | ------- | ----- | ------ |
| 1.  | Ceará SC                | 8   | 5 | 3 | 0 | 012:200 | +10   | 18     |
| 2.  | Botafogo FC (PB)        | 8   | 4 | 3 | 1 | 010:600 | +4    | 15     |
| 3.  | Náutico Capibaribe      | 8   | 4 | 2 | 2 | 014:800 | +6    | 14     |
| 4.  | Clube de Regatas Brasil | 8   | 4 | 2 | 2 | 008:600 | +2    | 14     |
| 5.  | EC Bahia                | 8   | 4 | 1 | 3 | 018:110 | +7    | 13     |
| 6.  | Sousa EC                | 8   | 3 | 2 | 3 | 010:110 | −1    | 11     |
| 7.  | AA Altos                | 8   | 2 | 3 | 3 | 007:900 | −2    | 09     |
| 8.  | Floresta EC             | 8   | 2 | 1 | 5 | 007:160 | −9    | 07     |

### Gruppenspiele
| 22. Januar              |           |                   |               |
| Clube de Regatas Brasil | 1:0 (1:0) | Sport Recife      | Trapichão     |
| 23. Januar              |           |                   |               |
| AA Altos                | 1:1 (0:0) | Alagoinhas AC     | Lindolfinho   |
| Sousa EC                | 1:0 (0:0) | CS Alagoano       | Marizão       |
| 25. Januar              |           |                   |               |
| Náutico Capibaribe      | 0:0       | Campinense Clube  | Aflitos       |
| 3. Februar              |           |                   |               |
| Floresta EC             | 0:2 (0:1) | Fortaleza EC      | Castelão (CE) |
| 9. Februar              |           |                   |               |
| Ceará SC                | 5:0 (2:0) | Globo FC          | Castelão (CE) |
| 25. Februar             |           |                   |               |
| EC Bahia                | 2:0 (1:0) | Sampaio Corrêa FC | Fonte Nova    |
| 2. März                 |           |                   |               |
| Botafogo FC (PB)        | 3:0 (1:0) | CS Sergipe        | Almeidão      |

| 29. Januar        |           |                         |                 |
| Campinense Clube  | 1:3 (1:1) | EC Bahia                | O Amigão        |
| Sport Recife      | 3:2 (1:1) | Náutico Capibaribe      | Ilha do Retiro  |
| Globo FC          | 1:1 (0:0) | Floresta EC             | Arena das Dunas |
| 30. Januar        |           |                         |                 |
| CS Alagoano       | 3:0 (0:0) | Botafogo FC (PB)        | Trapichão       |
| Fortaleza EC      | 5:0 (3:0) | Sousa EC                | Castelão (CE)   |
| Sampaio Corrêa FC | 2:1 (1:0) | AA Altos                | Castelão (MA)   |
| 1. Februar        |           |                         |                 |
| CS Sergipe        | 0:1 (0:1) | Ceará SC                | Arrudão         |
| 10. März          |           |                         |                 |
| Alagoinhas AC     | 1:0 (0:0) | Clube de Regatas Brasil | Carneirão       |

| 5. Februar        |           |                         |                |
| Fortaleza EC      | 1:1 (1:1) | Ceará SC                | Castelão (CE)  |
| Alagoinhas AC     | 2:1 (1:1) | EC Bahia                | Carneirão      |
| Sampaio Corrêa FC | 0:1 (0:1) | Náutico Capibaribe      | Castelão (MA)  |
| 6. Februar        |           |                         |                |
| CS Sergipe        | 1:3 (0:1) | AA Altos                | Batistão       |
| Globo FC          | 1:1 (0:1) | Botafogo FC (PB)        | Barrettão      |
| 8. Februar        |           |                         |                |
| Sport Recife      | 1:0 (0:0) | Sousa EC                | Ilha do Retiro |
| 9. Februar        |           |                         |                |
| CS Alagoano       | 2:0 (1:0) | Floresta EC             | Trapichão      |
| Campinense Clube  | 1:1 (1:1) | Clube de Regatas Brasil | O Amigão       |

| 12. Februar             |           |                   |               |
| Botafogo FC (PB)        | 1:0 (1:0) | Alagoinhas AC     | Almeidao      |
| Náutico Capibaribe      | 2:2 (1:1) | Fortaleza EC      | Aflitos       |
| EC Bahia                | 5:0 (3:0) | Globo FC          | Fonte Nova    |
| Ceará SC                | 1:1 (1:1) | Sampaio Corrêa FC | Castelão (CE) |
| 13. Februar             |           |                   |               |
| Floresta EC             | 4:3 (4:2) | Campinense Clube  | Domingão      |
| Sousa EC                | 0:0       | CS Sergipe        | Marizão       |
| Clube de Regatas Brasil | 1:1 (1:0) | CS Alagoano       | Trapichão     |
| 27. Februar             |           |                   |               |
| AA Altos                | 0:0       | Sport Recife      | Lindolfinho   |

| 15. Februar             |           |                   |               |
| Botafogo FC (PB)        | 1:1 (0:1) | Fortaleza EC      | Almeidao      |
| 16. Februar             |           |                   |               |
| Ceará SC                | 0:0       | Sport Recife      | Castelão (CE) |
| Náutico Capibaribe      | 3:0 (1:0) | Alagoinhas AC     | Aflitos       |
| Sousa EC                | 3:2 (0:0) | Sampaio Corrêa FC | Marizão       |
| EC Bahia                | 1:1 (0:1) | CS Alagoano       | Fonte Nova    |
| 17. Februar             |           |                   |               |
| AA Altos                | 1:0 (1:0) | Campinense Clube  | Lindolfinho   |
| Floresta EC             | 1:0 (1:0) | CS Sergipe        | Domingão      |
| Clube de Regatas Brasil | 2:0 (2:0) | Globo FC          | Trapichão     |

| 19. Februar       |           |                         |                |
| Alagoinhas AC     | 0:1 (0:0) | Ceará SC                | Carneirão      |
| Fortaleza EC      | 3:1 (2:0) | EC Bahia                | Castelão (CE)  |
| Campinense Clube  | 2:1 (1:0) | Sousa EC                | O Amigão       |
| 20. Februar       |           |                         |                |
| CS Alagoano       | 3:1 (3:0) | Náutico Capibaribe      | Trapichão      |
| Globo FC          | 1:0 (0:0) | AA Altos                | Barrettão      |
| CS Sergipe        | 1:2 (1:2) | Clube de Regatas Brasil | Batistão       |
| Sampaio Corrêa FC | 3:0 (1:0) | Floresta EC             | Castelão (MA)  |
| 25. Februar       |           |                         |                |
| Sport Recife      | 0:1 (0:0) | Botafogo FC (PB)        | Ilha do Retiro |

| 5. März                 |           |                   |               |
| Clube de Regatas Brasil | 1:0 (0:0) | Sampaio Corrêa FC | Trapichão     |
| AA Altos                | 1:1 (0:0) | Fortaleza EC      | Lindolfinho   |
| EC Bahia                | 2:3 (0:1) | Sport Recife      | Fonte Nova    |
| Ceará SC                | 2:0 (1:0) | CS Alagoano       | Castelão (CE) |
| 6. März                 |           |                   |               |
| Floresta EC             | 1:2 (1:1) | Alagoinhas AC     | Domingão      |
| Botafogo FC (PB)        | 1:1 (1:0) | Campinense Clube  | Almeidão      |
| Náutico Capibaribe      | 3:0 (1:0) | CS Sergipe        | Aflitos       |
| Sousa EC                | 5:1 (3:1) | Globo FC          | Marizão       |

| 19. März          |           |                         |                |
| Fortaleza EC      | 2:0 (1:0) | Clube de Regatas Brasil | Castelão (CE)  |
| Sport Recife      | 3:0 (1:0) | Floresta EC             | Ilha do Retiro |
| CS Sergipe        | 1:3 (0:1) | EC Bahia                | Batistão       |
| Sampaio Corrêa FC | 0:2 (0:1) | Botafogo FC (PB)        | Castelão (MA)  |
| Campinense Clube  | 0:1 (0:1) | Ceará SC                | O Amigão       |
| Globo FC          | 0:2 (0:2) | Náutico Capibaribe      | Barrettão      |
| Alagoinhas AC     | 0:0       | Sousa EC                | Carneirão      |
| CS Alagoano       | 3:0 (0:0) | AA Altos                | Trapichão      |

## Finalrunde

### Turnierplan
| Viertelfinale | Viertelfinale | Viertelfinale |       |           | Halbfinale | Halbfinale | Halbfinale |  |  | Finale | Finale | Finale |
|               |               |               |       |           |            |            |            |  |  |        |        |        |
| A2            | CSA           | 0 (1)         |       |           |            |            |            |  |  |        |        |        |
| A3            | Sport         | 1 (3)         |       |           |            |            |            |  |  |        |        |        |
| A3            | Sport         | 1 (3)         |       | Sport     | 3          |            |            |  |  |        |        |        |
|               |               |               |       | Sport     | 3          |            |            |  |  |        |        |        |
|               |               | CRB           | 1     |           |            |            |            |  |  |        |        |        |
| B1            | Ceará         | CRB           | 1     | 0 (3)     |            |            |            |  |  |        |        |        |
| B1            | Ceará         |               |       |           |            |            |            |  |  |        |        |        |
| B4            | CRB           | 0 (4)         |       |           |            |            |            |  |  |        |        |        |
| B4            | CRB           | 0 (4)         |       | Sport     | 1 / 0      |            |            |  |  |        |        |        |
|               |               |               |       | Sport     | 1 / 0      |            |            |  |  |        |        |        |
|               |               | Fortaleza     | 1 / 1 |           |            |            |            |  |  |        |        |        |
| A1            | Fortaleza     | Fortaleza     | 1 / 1 | 5         |            |            |            |  |  |        |        |        |
| A1            | Fortaleza     |               |       |           |            |            |            |  |  |        |        |        |
| A4            | Alagoinhas    | 1             |       |           |            |            |            |  |  |        |        |        |
| A4            | Alagoinhas    | 1             |       | Fortaleza | 2          |            |            |  |  |        |        |        |
|               |               |               |       | Fortaleza | 2          |            |            |  |  |        |        |        |
|               |               | Náutico       | 0     |           |            |            |            |  |  |        |        |        |
| B2            | Botafogo      | Náutico       | 0     | 1 (3)     |            |            |            |  |  |        |        |        |
| B2            | Botafogo      |               |       |           |            |            |            |  |  |        |        |        |
| B3            | Náutico       | 1 (4)         |       |           |            |            |            |  |  |        |        |        |

### Viertelfinale
| Datum    |                  | Ergebnis              |                         | Stadion (Zuschauer)    |
| -------- | ---------------- | --------------------- | ----------------------- | ---------------------- |
| 22. März | Fortaleza EC     | 5:1 (1:1)             | Alagoinhas AC           | Castelão (CE) (12.946) |
| 22. März | CS Alagoano      | 0:0 (1:3 i. E.)       | Sport Recife            | Trapichão (8.616)      |
| 23. März | Botafogo FC (PB) | 1:1 (0:0) (3:4 i. E.) | Náutico Capibaribe      | Almeidão (6.206)       |
| 24. März | Ceará SC         | 0:0 (3:4 i. E.)       | Clube de Regatas Brasil | Castelão (CE) (24.492) |

### Halbfinale
| Datum    |              | Ergebnis  |                         | Stadion (Zuschauer)       |
| -------- | ------------ | --------- | ----------------------- | ------------------------- |
| 26. März | Fortaleza EC | 2:0 (1:0) | Náutico Capibaribe      | Castelão (CE) (31.681)    |
| 27. März | Sport Recife | 3:1 (2:0) | Clube de Regatas Brasil | Arena Pernambuco (22.483) |

### Finale

#### Hinspiel
| Sport Recife                                         | Sport Recife | Fortaleza EC | Fortaleza EC |
| ---------------------------------------------------- | --- | --- | ------------ |
| Sport Recife                                         | \| 31. März 2022 in Recife (Arena Pernambuco) \| \| Ergebnis: 1:1 (0:0) \| \| Zuschauer: 42.544 \| \| Schiedsrichter: Antônio Dib Moraes de Sousa ( Piauí) \| \| Spielbericht \| | \| 31. März 2022 in Recife (Arena Pernambuco) \| \| Ergebnis: 1:1 (0:0) \| \| Zuschauer: 42.544 \| \| Schiedsrichter: Antônio Dib Moraes de Sousa ( Piauí) \| \| Spielbericht \| | Fortaleza EC |
| Sport Recife                                         | Mailson – Ewerthon, Rafael Thyere, Sabino, Sander – William 88., Denner 76., Bruno Matias 64. – Javier Parraguez, Jáderson 46., Luciano Juba 90+2' Reserve Carlos Eduardo, Ezequiel, Fábio Alemão, Chico, Lucas Hernández, Ronaldo 64., Pedro, Blas Cáceres 76., Ray Vanegas 46., Bill 88., Flávio Souza Cheftrainer: Gilmar Dal Pozzo | Max Walef – Anthony Landazuri, Titi, Brayan Ceballos, Juninho Capixaba 85' – Matheus Jussa, Yago Pikachu, Lucas Lima 76., Zé Welison 90. – Renato Kayzer 66., Robson 66. Reserve Marcelo Boeck, Vitor, Marcelo Benevenuto, Ronald 90., Felipe, Hércules, Sammuel, Matheus Vargas, Silvio Romero 66., Romarinho 76., Moisés 66., Valentín Depietri Cheftrainer: Juan Pablo Vojvoda | Fortaleza EC |
| Sport Recife                                         | 1:1 Bill (90.+2') | 0:1 Zé Welison (85.) | Fortaleza EC |
| Sport Recife                                         | Bill (38.), Bruno Matias (61.), Ronaldo (80.) | Robson (40.), Titi (67.) | Fortaleza EC |
| 31. März 2022 in Recife (Arena Pernambuco)           | | |              |
| Ergebnis: 1:1 (0:0)                                  | | |              |
| Zuschauer: 42.544                                    | | |              |
| Schiedsrichter: Antônio Dib Moraes de Sousa ( Piauí) | | |              |
| Spielbericht                                         | | |              |

#### Rückspiel
| Fortaleza EC                                   | Fortaleza EC | Sport Recife | Sport Recife |
| ---------------------------------------------- | --- | --- | ------------ |
| Fortaleza EC                                   | \| 3. April 2022 in Fortaleza (Castelão (CE)) \| \| Ergebnis: 1:0 (1:0) \| \| Zuschauer: 60.045 \| \| Schiedsrichter: Marielson Alves Silva ( Bahia) \| \| Spielbericht \| | \| 3. April 2022 in Fortaleza (Castelão (CE)) \| \| Ergebnis: 1:0 (1:0) \| \| Zuschauer: 60.045 \| \| Schiedsrichter: Marielson Alves Silva ( Bahia) \| \| Spielbericht \| | Sport Recife |
| Fortaleza EC                                   | Max Walef – Anthony Landazuri, Titi, Marcelo Benevenuto, Juninho Capixaba – Hércules 90+3., Yago Pikachu, Lucas Lima 84 ., Zé Welison – Renato Kayzer 66., Moisés 84. Reserve Marcelo Boeck, Vitor, Brayan Ceballos, Matheus Jussa 84., Ronald, Felipe 90+3., Matheus Vargas, Lucas Crispim, Silvio Romero 84., Robson 66., Romarinho, Valentín Depietri Cheftrainer: Juan Pablo Vojvoda | Mailson – Ewerthon, Rafael Thyere, Sabino, Chico 82. – Sander 85., William 82., Denner 64. – Javier Parraguez, Luciano Juba, Bill 46. Reserve Carlos Eduardo, Ezequiel, Fábio Alemão, Lucas Hernández 85., Ronaldo 82., Pedro 46., Alan 82., Blas Cáceres, Bruno Matias, Ray Vanegas, Jáderson 64., Flávio Souza Cheftrainer: Gilmar Dal Pozzo | Sport Recife |
| Fortaleza EC                                   | 1:0 Pikachu (45.+2', Elfmeter) | | Sport Recife |
| Fortaleza EC                                   | Capixaba (57), Benevenuto (74.), Romero (87.) | Bill (1.), Vanegas (7.), Denner (49.), Parraguez (49.), Carlos Eduardo (52.), Alan (86.), Ronaldo (90.+6') | Sport Recife |
| 3. April 2022 in Fortaleza (Castelão (CE))     | | |              |
| Ergebnis: 1:0 (1:0)                            | | |              |
| Zuschauer: 60.045                              | | |              |
| Schiedsrichter: Marielson Alves Silva ( Bahia) | | |              |
| Spielbericht                                   | | |              |

## Torschützenliste
| Pl. | Nat.        | Spieler          | Klub                    | Tore |
| --- | ----------- | ---------------- | ----------------------- | ---- |
| 1   | Brasilianer | Hugo Rodallega   | EC Bahia                | 7    |
| 2   | Brasilianer | Gustavo Coutinho | Botafogo FC (PB)        | 4    |
|     | Brasilianer | Yago Pikachu     | Fortaleza EC            | 4    |
|     | Brasilianer | Gabriel Poveda   | Sampaio Corrêa FC       | 4    |
|     | Brasilianer | Anselmo Ramon    | Clube de Regatas Brasil | 4    |
|     | Brasilianer | Robinho          | Floresta EC             | 4    |

## Mannschaft des Turniers
Am Ende der Saison wurde die Mannschaft des Turniers gewählt. Dieses waren:
- Bester Spieler: Yago Pikachu (Fortaleza EC)
- Tor: Mailson (Sport Recife)
- Abwehr: Júnior Tavares (Náutico Capibaribe), Rafael Thyere (Sport Recife), Marcelo Benevenuto (Fortaleza EC), Yago Pikachu (Fortaleza EC)
- Mittelfeld: Jean Carlos (Náutico Capibaribe), Zé Welison (Fortaleza EC), Gabriel (CS Alagoano)
- Angriff: Moisés (Fortaleza EC), Hugo Rodallega (EC Bahia), Luciano Juba (Sport Recife)